# Lushnjai kongresszus
A lushnjai kongresszus (albánul: Kongresi i Lushnjës) az első világháborús megszállás alól felszabaduló Albánia közjogi helyzetét rendező nemzetgyűlés volt, amelyet 1920. január 28–31. között tartottak meg Albánia akkori fővárosában, a közép-albániai Lushnja városában.
A világháború lezárását elősegítő párizsi békekonferencián Nagy-Britannia és Franciaország 1920 januárjában megegyeztek Albánia felosztásáról akképpen, hogy Dél-Albániát Görögországhoz csatolják, az északi országrészt Szerbia kapja, Közép-Albániában pedig olasz protektorátus alatt álló közigazgatást hoznak létre. Az albán vezetők a lushnjai politikus, Kaso Fuga házában gyűltek össze, céljuk az ország feldarabolásának megakadályozása és az alkotmányos alapok megteremtése volt. A kongresszus elnöklését Aqif Elbasanira bízták, a résztvevők között olyan prominens, a későbbi évek történéseit meghatározó személyek jelentek meg, mint Sylejman Delvina, Fan Noli és Amet Zogu.
A megjelentek először is kimondták Albánia függetlenségét és területének oszthatatlanságát, valamint fegyverbe szólították az albánságot az ország középső részét okkupáló Olaszország ellen. Az ország államformája továbbra is királyság maradt, de az államügyek intézésére megalakították a régenstanácsként működő Legfelsőbb Tanácsot, amelynek első tagjai Aqif Elbasani, Luigj Bumçi, Abdi Toptani és Mihal Turtulli lettek. Ugyanekkor a kongresszus tagjai magukat albán nemzetgyűléssé nyilvánították, valamint február 8-ai hatállyal Tiranát jelölték ki az ország fővárosának. Döntöttek a durrësi székhelyű Turhan Përmeti-kormány feloszlatásáról, és Sylejman Delvinát bízták meg kormányalakítással, kijelölve a minisztereket is. A március 27-én felállított kabinetben Amet Zogu, a későbbi I. Zogu a belügyi, Mehmet Konica a külügyi, Kadri Prishtina az igazságügyi, Lek Çoba a pénzügyi, Sotir Peci az oktatásügyi, Ali Riza Kolonja a honvédelmi, Eshref Frashëri a közmunkaügyi, Idhomene Kosturi pedig a postaügyi tárcát kapta.
A lushnjai kongresszus határozatainak köszönhetően megindult az élet az országban, s elsőként Thomas Woodrow Wilson amerikai elnök ismerte el a független Albániát 1920 márciusában. Ennek következményeként a párizsi döntések végrehajtását felfüggesztették, és még az év decemberében Albánia a Népszövetség teljes jogú tagja lett.

## Lásd még
- Albánia történelme